# Chilenische Fußballnationalmannschaft (U-20-Männer)
Die chilenische U-20-Fußballnationalmannschaft ist eine Auswahlmannschaft chilenischer Fußballspieler. Sie unterliegt der Federación de Fútbol de Chile und repräsentiert sie international auf U-20-Ebene, etwa in Freundschaftsspielen gegen die Auswahlmannschaften anderer nationaler Verbände oder bei der U-20-Südamerikameisterschaft und der U-20-Weltmeisterschaft.
Die besten Ergebnisse der Mannschaft bei Weltmeisterschaften waren der dritte Platz 2007 in Kanada und der vierte Platz 1987 im eigenen Land.
Bei Südamerikameisterschaften erreichte die Mannschaft 1975 in Peru den zweiten Platz, 1995 in Bolivien den dritten Platz und sechsmal den vierten Platz.

## Teilnahme an U-20-Fußball-Weltmeisterschaften
| 1977 | nicht qualifiziert |
| 1979 | nicht qualifiziert |
| 1981 | nicht qualifiziert |
| 1983 | nicht qualifiziert |
| 1985 | nicht qualifiziert |
| 1987 | 4. Platz           |
| 1989 | nicht qualifiziert |
| 1991 | nicht qualifiziert |
| 1993 | nicht qualifiziert |
| 1995 | Vorrunde           |
| 1997 | nicht qualifiziert |
| 1999 | nicht qualifiziert |
| 2001 | Vorrunde           |
| 2003 | nicht qualifiziert |
| 2005 | Achtelfinale       |
| 2007 | 3. Platz           |
| 2009 | nicht qualifiziert |
| 2011 | nicht qualifiziert |
| 2013 | Viertelfinale      |
| 2015 | nicht qualifiziert |
| 2017 | nicht qualifiziert |
| 2019 | nicht qualifiziert |
| 2021 | abgesagt           |
| 2023 | nicht qualifiziert |

## Teilnahme an U-20-Fußball-Südamerikameisterschaften
| 1954 | Vorrunde |
| 1958 | 5. Platz |
| 1964 | 4. Platz |
| 1967 | Vorrunde |
| 1971 | Vorrunde |
| 1974 | Vorrunde |
| 1975 | 2. Platz |
| 1977 | 4. Platz |
| 1979 | Vorrunde |
| 1981 | Vorrunde |
| 1983 | Vorrunde |
| 1985 | Vorrunde |
| 1987 | Vorrunde |
| 1988 | Vorrunde |
| 1991 | Vorrunde |
| 1992 | Vorrunde |
| 1995 | 3. Platz |
| 1997 | 6. Platz |
| 1999 | 6. Platz |
| 2001 | 4. Platz |
| 2003 | Vorrunde |
| 2005 | 4. Platz |
| 2007 | 4. Platz |
| 2009 | Vorrunde |
| 2011 | 5. Platz |
| 2013 | 4. Platz |
| 2015 | Vorrunde |
| 2017 | Vorrunde |
| 2019 | Vorrunde |
| 2023 | Vorrunde |